# Most Wanted Tour 2024
Most Wanted Tour fue la quinta gira musical del cantante puertorriqueño Bad Bunny, fungiendo como promocional de su quinto álbum de estudio Nadie sabe lo que va a pasar mañana (2023). Promocionada por Live Nation, comenzó el 21 de febrero de 2024 en Salt Lake City y concluyó el 8 de junio en San Juan, comprendiendo 48 fechas agendadas a través de Norteamérica.
De acuerdo al cantante, la gira está dedicada a los «reales y verdaderos fanáticos» con un repertorio enfocado principalmente en temas de trap.

## Antecedentes
El cantante se embarcó durante la segunda mitad de 2022 en la gira World's Hottest Tour en apoyo a su cuarto álbum de estudio Un verano sin ti, publicado en el mismo año. La gira se desarrolló a través de 43 fechas en estadios de Norteamérica y Latinoamérica, convirtiéndose en la más exitosa de la historia realizada por un artista latino con una recaudación de USD $314 445 480. Meses después, se convirtió en el primer acto proveniente de América Latina en encabezar el festival de Coachella.
El 13 de octubre de 2023, su quinto proyecto titulado Nadie sabe lo que va a pasar mañana fue lanzado al mercado internacional, el cual se caracterizó por «regresar» a los orígenes de trap latino del cantante. Una semana después, su respectiva gira promocional titulada «Most Wanted Tour» fue anunciada a través de un video publicado en la cuenta oficial de Instagram del artista, con el que se revelaron 47 fechas en recintos de Estados Unidos y Canadá, con recitales internacionales por anunciarse posteriormente.

## Repertorio
La siguiente es la lista de canciones interpretadas durante el 21 de febrero de 2024 en Salt Lake City, y no representa en la totalidad de la gira:
1. «Nadie Sabe»
2. «Monaco»
3. «Fina»
4. «Hibiki»
5. «Mr. October»
6. «Mercedes Carota»
7. «Vou 787»
8. «Seda»
9. «Baticano»
10. «Teléfono Nuevo»
11. «Tu No Metes Cabra» / «Pa Ti» / «No Te Hagas» / «Vuelve» / «Me Mata» / «Soy Peor»
12. «Tu No Vive Así» / «Chambea» / «Diles» / «25/8»
13. «Vuelve Candy B»
14. «Thunder y Lightning»
15. «Gracias por Nada»
16. «Un x100to»
17. «Baby Nueva»
18. «Perro Negro»
19. «Safaera»
20. «La santa»
21. «Yo perreo sola»
22. «La jumpa»
23. «Dákiti»
24. «Efecto»
25. «Me porto bonito»
26. «Un preview»
27. «No me quiero casar»
28. «Where She Goes»

## Fechas de la gira y recaudación
| Norteamérica  |                  |                |                             |                 |             |
| 21 de febrero | Salt Lake City   | Estados Unidos | Delta Center                | 14,223 / 14,223 | $3,808,272  |
| 23 de febrero | Paradise         | Estados Unidos | T-Mobile Arena              | 32,749 / 32,749 | $8,386,946  |
| 24 de febrero | Paradise         | Estados Unidos | T-Mobile Arena              | 32,749 / 32,749 | $8,386,946  |
| 27 de febrero | Phoenix          | Estados Unidos | Footprint Center            | 27,895 / 27,895 | $7,326,516  |
| 28 de febrero | Phoenix          | Estados Unidos | Footprint Center            | 27,895 / 27,895 | $7,326,516  |
| 1 de marzo    | San Francisco    | Estados Unidos | Chase Center                | 31,372 / 31,372 | $10,114,134 |
| 2 de marzo    | San Francisco    | Estados Unidos | Chase Center                | 31,372 / 31,372 | $10,114,134 |
| 5 de marzo    | Sacramento       | Estados Unidos | Golden 1 Center             | 16,462 / 16,462 | $4,453,458  |
| 7 de marzo    | Portland         | Estados Unidos | Moda Center                 | 16,656 / 16,656 | $3,460,370  |
| 8 de marzo    | Seattle          | Estados Unidos | Climate Pledge Arena        | 16,328 / 16,328 | $4,895,698  |
| 13 de marzo   | Los Ángeles      | Estados Unidos | Crypto.com Arena            | 47,586 / 47,586 | $20,224,379 |
| 14 de marzo   | Los Ángeles      | Estados Unidos | Crypto.com Arena            | 47,586 / 47,586 | $20,224,379 |
| 15 de marzo   | Los Ángeles      | Estados Unidos | Crypto.com Arena            | 47,586 / 47,586 | $20,224,379 |
| 20 de marzo   | Denver           | Estados Unidos | Ball Arena                  | 15,511 / 15,511 | $4,841,018  |
| 26 de marzo   | Kansas City      | Estados Unidos | T-Mobile Center             | 14,124 / 14,124 | $3,215,409  |
| 28 de marzo   | Chicago          | Estados Unidos | United Center               | 48,921 / 48,921 | $13,426,019 |
| 29 de marzo   | Chicago          | Estados Unidos | United Center               | 48,921 / 48,921 | $13,426,019 |
| 30 de marzo   | Chicago          | Estados Unidos | United Center               | 48,921 / 48,921 | $13,426,019 |
| 4 de abril    | Toronto          | Canadá         | Scotiabank Arena            | 16,937 / 16,937 | $4,125,948  |
| 6 de abril    | Detroit          | Estados Unidos | Little Caesars Arena        | 15,841 / 15,841 | $3,776,826  |
| 9 de abril    | Washington D. C. | Estados Unidos | Capital One Arena           | 17,503 / 17,503 | $6,033,034  |
| 11 de abril   | Brooklyn         | Estados Unidos | Barclays Center             | 45,529 / 45,529 | $17,769,048 |
| 12 de abril   | Brooklyn         | Estados Unidos | Barclays Center             | 45,529 / 45,529 | $17,769,048 |
| 13 de abril   | Brooklyn         | Estados Unidos | Barclays Center             | 45,529 / 45,529 | $17,769,048 |
| 17 de abril   | Boston           | Estados Unidos | TD Garden                   | —               | —           |
| 19 de abril   | Filadelfia       | Estados Unidos | Wells Fargo Center          | —               | —           |
| 20 de abril   | Hartford         | Estados Unidos | XL Center                   | —               | —           |
| 22 de abril   | Louisville       | Estados Unidos | KFC Yum! Center             | —               | —           |
| 24 de abril   | Tulsa            | Estados Unidos | BOK Center                  | —               | —           |
| 26 de abril   | Austin           | Estados Unidos | Moody Center                | —               | —           |
| 27 de abril   | Austin           | Estados Unidos | Moody Center                | —               | —           |
| 30 de abril   | Houston          | Estados Unidos | Toyota Center               | —               | —           |
| 1 de mayo     | Houston          | Estados Unidos | Toyota Center               | —               | —           |
| 3 de mayo     | Dallas           | Estados Unidos | American Airlines Center    | —               | —           |
| 4 de mayo     | Dallas           | Estados Unidos | American Airlines Center    | —               | —           |
| 7 de mayo     | Nueva Orleans    | Estados Unidos | Smoothie King Center        | —               | —           |
| 10 de mayo    | Charlotte        | Estados Unidos | Spectrum Center             | —               | —           |
| 11 de mayo    | Nashville        | Estados Unidos | Bridgestone Arena           | —               | —           |
| 14 de mayo    | Atlanta          | Estados Unidos | State Farm Arena            | —               | —           |
| 15 de mayo    | Atlanta          | Estados Unidos | State Farm Arena            | —               | —           |
| 17 de mayo    | Orlando          | Estados Unidos | Amway Center                | —               | —           |
| 18 de mayo    | Orlando          | Estados Unidos | Amway Center                | —               | —           |
| 21 de mayo    | Tampa            | Estados Unidos | Amalie Arena                | —               | —           |
| 24 de mayo    | Miami            | Estados Unidos | Kaseya Center               | —               | —           |
| 25 de mayo    | Miami            | Estados Unidos | Kaseya Center               | —               | —           |
| 26 de mayo    | Miami            | Estados Unidos | Kaseya Center               | —               | —           |
| 7 de junio    | San Juan         | Puerto Rico    | Coliseo José Miguel Agrelot | —               | —           |
| 8 de junio    | San Juan         | Puerto Rico    | Coliseo José Miguel Agrelot | —               | —           |
| 9 de junio    | San Juan         | Puerto Rico    | Coliseo José Miguel Agrelot |                 |             |

## Premios y nominaciones
| Año  | Premio             | Categoría    | Nominados        | Resultado | Referencia |
| ---- | ------------------ | ------------ | ---------------- | --------- | ---------- |
| 2025 | Premios Lo Nuestro | Tour del año | Most wanted tour | Nominado  | [ 9 ]      |